# L'Étonnante Aventure de la mission Barsac
L'Étonnante Aventure de la mission Barsac est un roman publié en 1919 sous le nom de Jules Verne, mais écrit par son fils Michel Verne à partir d'un manuscrit de son père nommé Voyage d'études. Les illustrations du livre sont de George Roux.
L'œuvre paraît sous forme de feuilleton, puis est éditée en volume en 1919, après la mort de Jules Verne.
Le roman raconte une expédition en Afrique dans la boucle du fleuve Niger

## Personnages
- Amédée Florence : journaliste et narrateur du récit.
- M. Poncin, obsédé par les statistiques :  « Dans la boucle du Niger, il y a une moyenne de 9 millièmes de caïman [...] par mètre courant de rivière. »
- Le député Barsac : homme politique, idéaliste, avec des discours pompeux, voire un peu soporifiques. Initialement, Jules Verne voulait choisir comme titre du livre « Voyage d'étude », mais le roman a finalement pris un titre beaucoup plus accrocheur dont ce personnage secondaire est éponyme.
- Baudrières : son contraire quant aux idées, avec les mêmes défauts.
- M. de Saint-Bérain : distrait, passionné de pêche à la ligne ; ses rapports avec sa nièce évoquent les personnages des deux oncles dans Le Rayon vert.
- Jane Buxton : séduisante jeune fille, intelligente et décidée, c'est le pivot autour duquel toute l'action du roman tourne ; son corsage lui permet de camoufler un couteau.
- M. Châtonnay : médecin, amateur de citations malheureusement peu pertinentes.
- Le capitaine Marcenay : il est amoureux, mais il obéit aux ordres même s'il a un doute sur leur authenticité et si cela laisse sa bien-aimée sans protection.
- Marcel Camaret : personnage de savant fou génial, naïf, distrait, mais aussi atteint d'un début de folie des grandeurs.
- Harry Killer : gangster alcoolique, tyran de Blackland qui manipule Marcel Camaret.
- Malik et Tongané : couple de fidèles serviteurs noirs ; on retrouve ce genre de personnages stéréotypés dans d'autres romans de Jules Verne (Nord contre Sud, L'Île mystérieuse).
- Lewis Buxton : banquier, frère de Jane Buxton.

## Jules et Michel Verne précurseurs de certains romans policiers desXXesiècleetXXIesiècle
Jules Verne commence le livre par une attaque de banque.
Michel Verne décrit l'autopsie d'un squelette.

## Michel Verne précurseur de découvertes techniques
- Système de télésurveillance : Michel Verne l'appelle un « cycloscope ».
- La transmission sans fil en morse : c'était une invention révolutionnaire à l'époque. Michel Verne cite les découvreurs Édouard Branly et Guglielmo Marconi.
- Drone : dans le livre, les « guêpes » sont des engins volants sans pilote permettant de mitrailler le sol.
- Ensemencement des nuages : Michel Verne décrit aussi un dispositif permettant de déclencher la pluie dans une zone semi-désertique. Ce genre de dispositif qui semblait de la science-fiction même à notre époque, commence à devenir réalité depuis l'ensemencement des nuages avec de l'iodure d'argent selon une technique élaborée depuis 1946 et appliquée dans de nombreux pays (USA, Canada, Australie, Italie, etc.), notamment en Afrique sub-saharienne récemment et en Chine, à grande échelle, depuis la préparation des Jeux olympiques de 2008.

## Espéranto
Jules Verne voulait profiter de ce livre pour vanter les possibilités de l'espéranto comme langue universelle, ce qu'il avait déjà esquissé dans Vingt mille lieues sous les mers : le Nautilus était une société de gens de nationalités diverses, parlant une langue universelle. Michel Verne conservera seulement l'idée d'une ville (Blackland) où on parle plusieurs langues, mais il ne fera aucune allusion à l'espéranto.

## L'Afrique vue par Jules et Michel Verne
Lorsqu'il entama la rédaction de ce roman en juillet 1903 sur la base d'une trame détaillée, Jules Verne avait situé l'action au Congo. La presse, à la suite d'Edmund Dene Morel, se faisant l'écho en juillet et août 1903 de graves exactions contre les populations indigènes, Jules Verne suspend sa rédaction. Michel Verne publiera en 1913 une version achevée par ses soins (sans que son nom apparaisse). Le récit achevé par Michel est situé dans le Soudan français (actuels Mali et Burkina Faso),  sans doute suivant le projet de Jules Verne qui ne pouvait plus situer ce récit idéaliste dans une région que l'actualité avait mise au premier plan à cause de cruautés considérables qui s'y seraient commises (la presse ira jusqu'à mentionner trente millions de morts, ce qui paraît peu crédible). Voir État indépendant du Congo.
L'action se passe donc dans la boucle du fleuve Niger. Les auteurs citent, par exemple, ces toponymes :
- les villes de Bamako et Tombouctou (actuel Mali), Conakry (actuelle Guinée), Cotonou (actuel Bénin),
- la région du Fouta Djallon, le Soudan occidental (actuel Mali).

Jules Verne décrit l'exploration de la boucle du fleuve Niger par les médecins Barth (1853), Crozat (1890), par des officiers : du lieutenant de vaisseau Caron (1887) au colonel Audéoud (1898).
Le roman montre l'importance du ministère des Colonies à l'époque et le rôle de l'armée dans ces contrées sauvages.
La monnaie utilisée dans cette partie de l'Afrique était les cauris (nom d'une variété de coquillage).
Jules et Michel Verne étaient contre l'esclavage, mais ils renvoyaient dos à dos les préjugés racistes de leur époque et l'antiracisme.
- Le député Barsac voulait prouver que les populations noires étaient suffisamment adultes pour avoir le droit de vote ; l'expédition prouvera le contraire, mais cela ne nuira pas à la carrière politique du député, bien au contraire. C'est que le député Baudrières, convaincu de la thèse contraire, n'a pas réussi dans son voyage d'étude à prouver qu'il avait raison. Certains de ses arguments s'expliquaient par l'existence même de Blackland. Une rumeur se propage ainsi d'un projet d'empoisonnement par le "Doung Kono" de la mission par un village noir pourtant accueillant est dûment exploitée par Baudrières. Mais il s'agissait en réalité d'une manœuvre d'Harry Killer qui tentait de faire rebrousser chemin aux commissaires. La devise des deux députés, formulée par Barsac (et créée par Michel Verne) est : « Un homme politique peut se tromper, il ne doit jamais reconnaître son erreur. » Killer est trahi lorsque Camaret découvre la vérité ; mais l'enlèvement de la mission  lui paraît encore beaucoup plus grave que les massacres de Noirs emprisonnés à Blackland.
- Michel Verne fait dire par le docteur Chatonnnay à : un pareil type n'est pas rare en Afrique. L'habitude des Européens de vivre avec des gens en quelque sorte avec des gens inférieurs les trandforme souvent en satrapes cruels.
- Il y a une allusion à l'anthropophagie. Dans d'autres romans de Jules Verne, ce thème est abordé, notamment dans Les Enfants du capitaine Grant, Mistress Branican et dans Le Chancellor.

## Adaptations

### Adaptation en dessin animé
Certains éléments de cette histoire ont été repris dans le feuilleton en dessin animé japonais (anime) Le Secret du sable bleu du réalisateur Yano Yuichiro. Il existe un autre anime japonais avec un titre semblable, Nadia, le secret de l'eau bleue, qui, lui, s'inspire assez librement de Vingt mille lieues sous les mers, autre roman de Jules Verne.